# محمدرضا قویدل
محمدرضا قویدل (زادهٔ ۲۸ آذر ۱۳۷۲) در آستانه اشرفیه ، بازیکن فوتبال اهل ایران است که در پست دروازه‌بان برای باشگاه فوتبال مس شهربابک در لیگ آزادگان بازی می‌کند.
از باشگاه‌هایی که در آن بازی کرده‌است می‌توان به باشگاه فوتبال ملوان بندر انزلی و باشگاه فوتبال فولاد یزد و باشگاه فوتبال استقلال خوزستان اشاره کرد.